# Phlugis borneoensis
Phlugis borneoensis är en insektsart som beskrevs av Jin, Xingbao 1993. Phlugis borneoensis ingår i släktet Phlugis och familjen vårtbitare. Inga underarter finns listade i Catalogue of Life.